# Carmen de Andrés Conde
Carmen de Andrés Conde es la primera mujer titulada Ingeniero de Caminos, Canales y Puertos por la Escuela Técnica Superior de Ingenieros de Caminos, Canales y Puertos de la Universidad Politécnica de Madrid en 1973.

## Trayectoria profesional
Carmen de Andrés Conde se matriculó en la Escuela Técnica Superior de Ingenieros de Caminos, Canales y Puertos de la Universidad Politécnica de Madrid en el curso 1968/69, pese a no ser la única mujer que en ese curso entró a formar parte del alumnado de la escuela, sí se convirtió, cuatro años después, en la primera mujer titulada Ingeniero de Caminos, Canales y Puertos, en solo cuatro años y quedando la decimoquinta de su promoción.
Su logro tuvo resonancia incluso en ese momento, llegando a aparecer en la prensa.
Tras titularse entró en primera instancia en el Ministerio de Obras Públicas, en la  Dirección General de Carreteras, especializándose en innovación, calidad y medio ambiente, en concreto  en el ámbito de las Obras Públicas y, dentro del mismo, como especialista en el ciclo integral del agua, pasando a convertirse en consultora en esta especialidad, tanto  para las empresas privadas, como para la administración pública.
Aceptó el cargo de Presidenta de Creatividad y Tecnología, S.A. (CTYSA), una empresa del sector de la gestión y control integral del ciclo del agua, en especial para los procesos de tratamiento de aguas, telecontrol y telemando con la aplicación de soluciones de alto nivel tecnológico.
También desempeñó Cargos públicos, por ejemplo, entre los años 1991 y 1994 fue director general de Política Tecnológica, lo cual le supuso participar en la elaboración de la Ley de la Industria de 1992, en la Ley de Residuos Tóxicos y Peligrosos; además, anteriormente participó en la elaboración del Real Decreto legislativo sobre Evaluación del Impacto Ambiental (1986), aunque en ese momento como técnico.
También ha realizado trabajos de docencia como la labor realizada en el Seminario sobre Innovación Tecnológica en la Empresa en la Harvard Business School (2009) y en el SeminarioGestión de la Innovación en la Empresa en Wharton School (2010) y o su trabajo como  directora de un MBA en Construcciones e infraestructuras.
En la actualidad es Miembro del Consejo Asesor del Fondo de Cooperación para Agua y Saneamiento (Agencia Española de Cooperación Internacional) y Consejera del Grupo Puentes, Vocal de la Junta de Gobierno del Colegio de Ingenieros de Caminos, Canales y Puertos, consejera del Banco de Crédito Industrial, de Paradores Nacionales, y del ICEX.
Su nombramiento como consejera independiente de la empresa OHL en 2018, supuso el anticipado cumplimiento de la recomendación 14 del Código de Buen Gobierno, que fija su objetivo en un 30% de presencia de mujeres en los consejos de administración para el año 2020.

## Publicaciones
A lo largo de su carrera profesional Carmen de Andrés ha publicado artículos en revistas especializadas como, entre otras:
- 1992: Economía industrial (Calidad y Seguridad Industrial) ISSN 0422-2784, N.º 285, 1992, págs. 21-27.
- 1992: Información Comercial Española, ICE: Revista de economía (La tecnología y el binomio industria-medio ambiente) ISSN 0019-977X, N.º 711, 1992 (Ejemplar dedicado a: ECONOMÍA Y MEDIO AMBIENTE), págs. 193-202.
- 1995: Qualitas hodie: Excelencia, desarrollo sostenible e innovación (Calidad e innovación en la empresa) ISSN 1133-2417, N.º 18, 1995, págs. 103-105.
- 2012: Revista de Obras Públicas (Gestión de cuencas: de la prevención de inundaciones a la gestión integral del ciclo del agua) ISSN 0034-8619, N.º 3530, 2012, págs. 7-14.

También ha colaborado en obras colectivas como:
- 1994: Redes de acceso para la interactividad. Apuntes de la sociedad interactiva: autopistas inteligentes y negocios multimedia Cándido Velázquez-Gaztelu Ruiz (pr.) ISBN 84-8112-020-0, págs. 103-111.[8]

## Reconocimientos
En el año 2009 el Colegio de Ingenieros de Caminos, Canales y Puertos la distinguió otorgándole  la Medalla de Honor (Ingenieros de Caminos).. En 2021 fue la primera mujer en recibir el Premio Nacional de Ingeniería Civil.